# Четиридесет и четвърти пехотен тунджански полк
Четиридесет и четвърти пехотен полк е български пехотен полк, формиран през 1912 година и взел участие в Балканската, Междусъюзническата и Първата световна война.

## Формиране
Четиридесет и четвърти пехотен полк е формиран през 1912 година в Варна и се състои от четири дружини с по четири роти. Влиза в състава на 2-ра бригада от 4-та пехотна преславска дивизия.

## Балкански войни (1912 – 1913)
Полкът взема участие в Балканската (1912 – 1913) и Междусъюзническата война (1913), след края на което е разформирован.

## Първа световна война (1915 – 1918)
Формиран е отново на 11 септември 1915 година във връзка с избухването на Първата световна война (1915 – 1918) от състава на 27-и пехотен чепински полк и 28-и пехотен стремски полк, като се състои от три дружини с по четири роти. Влиза в състава на 3-та бригада от 2-ра пехотна тракийска дивизия.
При намесата на България във войната полкът разполага със следния числен състав, добитък, обоз и въоръжение:
| Числен състав                          | Добитък             | Обоз                                     | Въоръжение                           |
| -------------------------------------- | ------------------- | ---------------------------------------- | ------------------------------------ |
| Офицери: 47 Подофицери и войници: 3435 | Коне: 364 Волове: 2 | Обикновени: 43 Товарни: 161 Специални: 5 | Пушки и карабини: 3200 Картечници: 4 |

## Втора световна война (1941 – 1945)
За участие във Втората световна война (1941 – 1945) полкът е формиран на 15 януари 1940 година в Крумовград, под името Четиридесет и шести пехотен тунджански полк, съгласно заповед до 10-а пехотна родопска дивизия № 2 от 5 май 1940 година. В състава му влизат две дружини. В периода (1941, 1942 и 1944) е на Прикриващия фронт, като мобилизира чинове за формиране на 2-ра дружина от 70-и пехотен полк и 2-ра ловна дружина от 10-и пехотен родопски полк. След 9 септември 1944 година към 2-ра дружина от полка се придава Партизански отряд „Васил Левски“.
През ноември полкът формира 44-та усилена прикриваща дружина в Ивайловград със задача по прикриване на границата. През декември 1944 г. полкът мобилизира в пълен състав и се отправя към българо-сръбската граница, за да вземе участие във втората фаза на Отечествената война в състава на 10-а пехотна родопска дивизия. През юни 1945 г. се завръща в Крумовград и демобилизира запасните чинове. За проявена храброст в боевете, които води 298 чинове от полка са наградени с Военен орден „За храброст“. По времето, когато полкът е отсъствал от мирновременния си гарнизон, на негово място се формира 44-та пехотна допълваща дружина. При съкращаването на армията съгласно мирния договор от 1 януари 1946 г., 44-ти пехотен полк се разформира, като до декември 1946 г. остава да действа Ликвидационно бюро.

## Наименования
През годините полкът носи различни имена според претърпените реорганизации:
- Четиридесет и четвърти пехотен полк (1912 – 1913)
- Четиридесет и четвърти пехотен полк (11 септември 1915 – 1918)
- Четиридесет и четвърти пехотен тунджански полк (15 януари 1940 – 1946)

## Командири
Званията са към датата на заемане на длъжността.
| №  | звание       | име                   | дати                     |
| -- | ------------ | --------------------- | ------------------------ |
| 1. | Подполковник | Руси Радков           | Балканска война          |
| 2. | Подполковник | Иван Бочев            | Първа световна война     |
| 3. | Подполковник | Юрдан Тодоров         | Първа световна война     |
| 4. | Подполковник | Иван Вълков           | 1916 – 1917              |
| 5. | Подполковник | Минко Абаджиев        | 1939 – 1943              |
| 6. | Полковник    | Коста Начев           | 1943 – 14 септември 1944 |
| 7. | Полковник    | Георги Михайлов Шопов | 14 септември 1944 – 1945 |

Други командири: Николай Чакъров